# Набатов, Илья Семёнович
Илья Семёнович Наба́тов (настоящая фамилия — Туро́вский; 3 [15] сентября 1896, Александрия, Херсонская губерния, Российская империя — 18 июля 1977, Москва, СССР) — советский актёр и артист эстрады. Народный артист РСФСР (1975). Заслуженный артист УССР (1934). Лауреат Сталинской премии первой степени (1947), заслуженный деятель искусств РСФСР (1951)

## Биография
Илья Туровский родился 3 (15) сентября 1896 год в Александрии (ныне Кировоградская область Украины) в семье торговца бакалеей Шмуля Давидовича Туровского.
Окончил юридический факультет Харьковского университета и театральную студию под руководством М. М. Тарханова: 
«Окончив юридический факультет Харьковского университета и театральную студию, я в 1920 году вернулся в Александрию. Передо мною встал вопрос о выборе профессии. Уступая желанию родителей, я собирался стать помощником присяжного поверенного. Но этому благому намеренью не суждено было осуществиться» (И.Туровский. Заметки эстрадного сатирика).
Артистическую деятельность начал в 1920 году, был актёром украинского театра «Сурма» в Александрии, одновременно стал выступать на эстраде как автор и исполнитель сатирических куплетов, песенок, стихотворных фельетонов.
С 1924 года работает только на эстраде. В 1927 начал выступать с братом — Леонидом Семеновичем Набатовым (1904—1985), дирижером в театрах музыкальной комедии, который стал постоянным аккомпаниатором и соавтором.
С 1930-х годов — куплетист.
В годы Великой Отечественной войны выезжал с концертными бригадами на фронт, где выступал перед бойцами Красной Армии.
В 1947 году Набатов удостоился Сталинской премии за эпизодическую гротескную роль министра иностранных дел Франции. Это редкий случай: в премиальные списки обычно попадали исполнители центральных ролей. Возможно, инициатором награждения Набатова стал лично Иосиф Сталин, отметивший его сходство с персонажем.
В 1957 году вышла книга мемуаров и размышлений актёра «Записки эстрадного сатирика», в которой Набатов, кроме прочего, отстаивал право артиста на актуальную сатиру.
Как автор писал куплеты В. Коралли, А. Блехману, Г. Красавину.
Был самобытным мастером жанра политической сатиры и в течение десятилетий работал в этом жанре по принципу «Утром в газете — вечером в куплете».
Является прототипом куплетиста-эстрадника Аркадия Варламовича Велюрова из телефильма «Покровские ворота».
Для характеристики его политических взглядов интересно его высказывание в июле 1953 года в связи с делом Берии: «Для нас совершенно безразлично, кто будет держать палку. От смены руководства режим у нас не меняется. Он был и есть по существу полицейский. (…) …крах этой структуры рано или поздно неизбежен. Любые перевороты внутри ничего для народа не изменят — система останется той же. Настоящий крах системы может прийти с Запада».
И. С. Набатов умер 18 июля 1977 года. Похоронен в Москве на Кунцевском кладбище (участок 10).

## Семья
Жена — Лидия Александровна (1931—2006), дочь, внучка.

## Фильмография
- 1946 — Клятва — Жорж Боннэ, министр иностранных дел Франции
- 1956 — За власть Советов — Ионел Миря
- 1959 — Зуб акулы — Ренар
- 1959 — В этот праздничный вечер — корреспондент газеты «Чикаго пустомель брехейшен ньюс» (исполнял куплеты «Факты»)[12][13]

## Награды и премии
- Сталинская премия первой степени (1947) — за исполнение роли французского министра иностранных дел Жоржа Боннэ в фильме «Клятва» (1946)
- Народный артист РСФСР (1975)
- Заслуженный артист УССР (1934)
- орден Трудового Красного Знамени и медали

## Произведения
- Заметки эстрадного сатирика. — М.: Искусство, 1957. — 156 с. — 10 000 экз.